# شورای هماهنگی تبلیغات اسلامی
شورای هماهنگی تبلیغات اسلامی از نهادهای انقلابی جمهوری اسلامی ایران است که به هماهنگی و انسجام فعالیت‌های تبلیغی بین دستگاه‌ها و مراکز تبلیغی نظام می‌پردازد. این نهاد در ۱۲ مرداد ۱۳۵۹ با دستور سید روح‌الله خمینی رهبر جمهوری اسلامی تشکیل شد.
این شورا طبق اساسنامه‌اش که به تصویب مجلس رسیده‌است «نهادی است عمومی و غیردولتی که مسئولیت برنامه‌ریزی، هماهنگی، سیاست‌گذاری و نظارت و اجرای مراسم رسمی و مناسبات عمومی نظام جمهوری اسلامی را بر عهده دارد.»

## تاریخچه
یکی از جلسات شورای هماهنگی تبلیغات اسلامی

پس از پیروزی انقلاب و استقرار نظام جمهوری اسلامی ایران، ارگان‌ها و نهادهایی چون شورای عالی تبلیغات اسلامی، دفتر تبلیغات قم، واحد تبلیغات حزب جمهوری اسلامی به فعالیت‌های تبلیغی می‌پرداختند، ولی از هماهنگی با هم برخوردار نبودند. پس از انتخاب ابوالحسن بنی‌صدر به ریاست جمهوری و تشکیل دفتر هماهنگی رئیس‌جمهور، نهادهای نامبرده و نیروهای مخالف بنی صدر نیازی ضروری به برخورد با تبلیغات دفتر او را حس می‌کردند. نتیجتاً در دوازده مرداد ۱۳۵۹ دفتر هماهنگی تبلیغات اسلامی با دستور سید روح الله خمینی تأسیس شد. مؤسسان اولیهٔ این دفتر عبارت بودند از آیات: بهشتی، احمد جنتی، امامی کاشانی، غلامحسین حقانی، شیرازی، مهدوی کنی، موحدی کرمانی، عبایی خراسانی، موسوی تبریزی، باهنر، محمدعلی شرعی، عبدالمجید معادیخواه، فلسفی و جعفری گیلانی. اعضا پس از رسمی شدن این دفتر، نام آن را به علت تشابه با دفتر هماهنگی رئیس‌جمهور به شورای هماهنگی تبلیغات اسلامی عوض کردند.
اولین مکان این شورا در مدرسهٔ عالی شهید مطهری بود و پس از برگزاری اولین نشست شورا، غلامحسین حقانی به عنوان دبیر شورا برگزیده شد. پس از تدوین اساسنامه، وزارت فرهنگ و ارشاد اسلامی، جهاد سازندگی، سپاه پاسداران انقلاب اسلامی، سازمان تبلیغات اسلامی، سازمان صدا و سیما، بنیاد شهید انقلاب اسلامی، سازمان مجاهدین انقلاب اسلامی، دفتر تحکیم وحدت، حزب جمهوری اسلامی و جامعهٔ روحانیت مبارز اعضای حقوقی شورا شدند.
از اولین اقدامات این شورا تشکیل ستاد بزرگداشت دههٔ فجر در بهمن ۱۳۵۹ بود. این شورا به اعزام مبلغین مذهبی به کشورهای مختلف جهان پرداخت. در دوران جنگ به برنامه‌ریزی و هدایت برنامهٔ فرهنگی پرداخت. در سال ۱۳۶۹ بر اساس اساسنامهٔ جدید آن، شورای هماهنگی تبلیغات اسلامی نهادی است عمومی و غیردولتی که مسئولیت برنامه‌ریزی، هماهنگی، سیاست‌گذاری و نظارت و اجرای مراسم رسمی و مناسبات عمومی نظام جمهوری اسلامی را برعهده دارد.
رئیس شورای هماهنگی تبلیغات اسلامی، بالاترین مقام شورا می‌باشد که از طرف رهبر جمهوری اسلامی ایران انتخاب می‌شود.

## دبیران
1. غلامحسین حقانی (۱۳۵۹-۱۳۶۰)
2. احمد جنتی (۱۳۶۰-۱۴۰۰)
3. محمدحسین موسی‌پور (۱۴۰۰-اکنون)[۱۳][۱۴].

## ستادها
این شورا جهت تحقق اهداف تصریح شده در اساسنامه، ستادهایی را تشکیل داده‌است از جمله:
1. ستاد برگزاری مراسم شهدای هفتم تیر
2. ستاد برگزاری مراسم هفتهٔ زن و روز مادر
3. ستاد برگزاری یوم‌الله سیزده آبان (روز مبارزه با استکبار جهانی)
4. ستاد قدس و انتفاضه
5. ستاد مرکزی برگزاری مراسم دهه فجر انقلاب اسلامی

در کنار آن برخی از ستادها در استان‌های خاص تشکیل شده‌است که به برگزاری مراسم در مناسبات خاص آن استان مبادرت می‌ورزد.

## مراسمات و مناسبت ها
هماهنگی و برنامه‌ریزی برپایی مراسم در بعضی از مناسبت‌ها از وظایف شورای هماهنگی است:
1. دوازدهم فروردین (سالروز استقرار نظام جمهوری اسلامی ایران)
2. پانزدهم خرداد
3. هشتم شهریور (سالروز درگذشت رجائی و باهنر)
4. هفدهم شهریور (سالروز قیام ۱۷ شهریور ۱۳۵۷)
5. برگزاری مراسم سوم خرداد (سالروز آزادسازی خرمشهر)
6. چهاردهم خرداد (سالروز درگذشت روح‌الله خمینی)
7. برگزاری بزرگداشت هفتهٔ دولت (هفتهٔ اول شهریور هر سال)
8. برگزاری هفتهٔ دفاع مقدس (هفتهٔ اول مهر هر سال)[۱۶]
9. برگزاری بزرگداشت هفته بصیرت (هفته اول دی هر سال)

مقر این شورا در خیابان فاطمی تهران قرار داردو در مراکز استان‌ها نیز دفتر دارد. این شورا در برخی مناسبتهای خاص اقداماتی انجام می‌دهد از جمله: برگزاری راهپیمایی روز همبستگی ملی با مردم بوسنی و هرزگوین، راهپیمایی ۲۳ تیر ۱۳۷۸، برگزاری راهپیمایی حملهٔ نظامی آمریکا و انگلیس به عراق و افغانستان، راهپیمایی‌هایی در حمایت از مردم فلسطین، راهپیمایی در محکوم کردن مواضع «خصمانهٔ آمریکا در اهانت به مردم ایران»، راهپیمایی در محکومیت چاپ کاریکاتورهای محمد (ص) پیامبر گرامی اسلام در روزنامه‌های دانمارک در زمستان ۱۳۸۴، راهپیمایی در حملهٔ تروریستی به اماکن مقدس عراق و راهپیمایی ۹ دی ۱۳۸۸.